# Tauernkogel (Hohe Tauern)
Le Tauernkogel est une montagne qui s’élève à 2 988 m d’altitude dans les Hohe Tauern, en Autriche.